# もののまぎれ
もののまぎれは、『源氏物語』に記された3つの事件で起こった事象を言い、中でも藤壺事件に伴う事象を言う。『源氏物語』において重要な概念とされ、時に「主題である」とされることもある語である。
藤壺事件
光源氏が義母である藤壺と密通し、その結果表向きには桐壺帝の子であるが実は光源氏の子である皇子が生まれ、その皇子が冷泉帝として即位し、冷泉帝が自身の出生の秘密を知ったことにより実父である光源氏に譲位しようとしたが叶わずその代わりに光源氏を太上天皇に准ずる待遇（准太上天皇）にした。
女三宮事件
柏木が光源氏の正妻である女三宮と密通し、その結果表向きは光源氏の子であるが実は柏木の子である薫が生まれた。
浮舟事件
浮舟が薫だと思って匂宮を迎え入れてしまった。

## 国語的・辞書的な意味での「もののまぎれ」
「もののまぎれ」という語は、国語的・辞書的な意味では
- 物事の忙しさなどにとりまぎれること（=どさくさまぎれ）
- 人目に隠れてひそかに事を行うこと、特に男女間の公に出来ないの密会のことをそれとなくいうときに使用される語

の2つの意味を持つとされる語である。

## 『源氏物語』の本文中における「もののまぎれ」
「もののまぎれ」なる語は『源氏物語』の本文中においても使われており、「物事の忙しさなどにとりまぎれること（=どさくさまぎれ）」という意味では賢木巻で「―にも左の大臣の御有様ふと思しくらべられて」と、あるいは少女巻で「上の御方には、御簾の前にだに、もの近うももてなしたまはず。わが御心ならひ、いかに思すにかありけむ、疎々しければ、御達なども気遠きを、今日はものの紛れに、入り立ちたまへるなめり。」と、また後者の意味では若菜下巻において「帝の御妻をも過つたぐひ、昔もありけれど、それはまたいふ方異なり。宮仕へといひて、我も人も同じ君に馴れ仕うまつるほどに、おのづから、さるべき方につけても、心を交はしそめ、もののまぎれ多かりぬべきわざなり。」と使われている。
このように『源氏物語』の本文中において秘められた男女関係を指す意味で「もののまぎれ」という語が使われていることは確認できるものの、用例も少なくまた少ない用例の中で「もののまぎれ」・「ことのまぎれ」・「まぎれ」といった少しずつ異なる表現が混在しており、それらの異なった表現がどのように使い分けられているのかは必ずしも明らかでは無い。『源氏物語』の本文中での秘められた男女関係を指す意味での「もののまぎれ」等の語は、柏木事件のことを指した事例のみが確認できる。『源氏物語』以外では『栄華物語』などの中にも若干の用例が見られるが、これも「合意の上での男女の秘め事」を意味すると見られており、本来「もののまぎれ」という語は藤壺事件における皇統の乱れを意味するような語ではないとの指摘もある。

## もののまぎれ論の歴史
『源氏物語』を理解・説明するための術語・概念として「もののまぎれ」が取り上げられたのは、主として江戸時代と昭和時代の戦前期である。これらはそれぞれ儒学・漢学的立場からの「姦淫の書」・「不義の書」という批判の高まった時期、あるいは万世一系を軸とした天皇制の立場から『源氏物語』に対する批判が高まった時期であって、「もののまぎれ」はそれらの「『源氏物語』批判」から『源氏物語』を擁護するために唱えられたという性格を有しているためだと考えられている。

### 江戸時代のもののまぎれ論
『源氏物語』を理解するための術語として初めてこの「もののまぎれ」を取り上げたのは江戸時代中期の国学者安藤為章である。安藤為章は、その著書『紫家七論』の中の「其の六 一部大事」（＝一番大事なこと）において、藤壺事件の一連の経緯を取り上げて「もののまぎれ」と呼び、その上で、『源氏物語』の中で描かれているこの「もののまぎれ」は、
- 「紛れ」を起こした光源氏も皇子であるのだからこの「紛れ」は皇統に藤原氏など臣下の血統が紛れたのではなく、皇胤の中での紛れに過ぎない
- 「紛れ」により生じた「冷泉帝の皇統」は続くこと無くそこで途絶え、それ以後は「桐壺帝」-「朱雀帝」-「今上帝」という本来あるべき正しい皇統が続いている

ということから、『源氏物語』の中で描かれている「もののまぎれ」は、あくまでも「文学的修飾」とでも言うべきものであって「皇統の権威を犯す記述である」というような大きく問題とするべきものではないとした。この時代にこのような「もののまぎれ」という主張が生じたのは、当時の儒学者・漢学者からの『源氏物語』に対する「姦淫の書」・「不義の書」という批判を受けてのことであると考えられている。
江戸時代全般で見ると、賀茂真淵（『源氏物語新釈』）や萩原広道（『源氏物語評釈』惣論）は安藤為章の論理を基本的に肯定的な立場で受け継いでいった。
これに対し、契沖は安藤為章のように藤壺事件全体を「もののまぎれ」で説明しようとしたことを漢心（からごころ）の反映であるとして批判し、さらに本居宣長は、『紫文要領』や『源氏物語玉の小櫛』において、藤壺事件のうち光源氏が藤壺と結ばれる部分については母の面影を追い求めてのことであるなどとして、「もののあはれ」によって説明し、その結果皇子が生まれて以降のことのみを「もののまぎれ」によって説明しようとしている。
このように江戸時代全般の「もののまぎれ」についての主張を見ると、賀茂真淵や萩原広道のように安藤為章を肯定的に受け継ぐ立場と契沖や本居宣長のように批判的に受け継ぐ立場の2つの大きな流れが存在すると考えられる。

### 昭和初期のもののまぎれ論
明治政府では王政復古により日本という国は「万世一系の天皇によって統治される」と理由付けされた。そのような社会情勢の中では、例え作り物の物語の中での出来事であるとしても「不倫によって出生した天皇の子ではない人物が正当な天皇の子として即位する」というような記述が存在する事は見逃すことは出来ないと考えられるようになっていった。
国粋主義的機運の高まった昭和初期において、『源氏物語』の中で描かれている「藤壺事件」について
- 光源氏が皇后と不義密通をしたこと
- 不義密通によって生まれた子が天皇に即位したこと
- 臣籍降下した光源氏が、天皇に即位した自身の子から准太上天皇の待遇を受けたこと

の3項目を問題視し、『源氏物語』を「大不敬の書」であるとして教科書への掲載をやめさせたり、『源氏物語』を題材とした劇の上演を取りやめさせたりしており、そのような情勢の中で当時出版された『源氏物語』の現代語訳では問題となりそうな部分について
- 伏せ字にする（与謝野晶子訳）
- 全面的に削除する（谷崎潤一郎訳）
- 学者による原文と現代語訳が対照となっている本では該当する部分だけ原文のみとして現代語訳を行わない（吉澤義則訳）

といった対応がとられていた。
そのような時代に、山口剛は『源氏物語』を擁護しようとする立場から「もののまぎれ」なる概念を使用して「女三宮事件が起こって光源氏が罪をおかされる側にたったことは、藤壺事件で罪を犯した側にたった光源氏に対する応報であり、光源氏の罪を軽くするものである。」等と論じている。。

### 三谷邦明のもののまぎれ論
『源氏物語』に対する儒学・漢学からの批判や国粋主義的観点からの批判が弱まると、その対抗的概念として発生した「もののまぎれ」は、過去の歴史的な概念として取り上げられるだけの存在になりつつあった。そのような中で、三谷邦明はこの「もののまぎれ」を積極的に取り上げて、『源氏物語』とは「密通の文学」であり、『源氏物語』は、血統と血統に基づく身分が絶対である時代に正しい血統を持たない人物が最高の地位に就くという物語を描くことによって、血統と血統に基づく身分、中でも最高の地位である帝（＝天皇）が絶対である社会に対する批判をおこなったものであるとして「もののまぎれ」を『源氏物語』全体を通しての主題であるとした。さらには皇統についての「もののまぎれ」が描かれていることについて、それは「反万世一系論」と呼ぶべきものであるとの主張を行った。
従来の「もののまぎれ」論においては、『源氏物語』の中で「もののまぎれ」が起きたとされる「藤壺事件」・「女三宮事件」・「浮舟事件」の三つの事件のうち「藤壺事件」が飛び抜けて重要なものであり、これだけが問題とされることも多かったのに対して、三谷の「もののまぎれ」論においては、『源氏物語』の主題「もののまぎれ」が『源氏物語』全帖にわたって描かれていく中で「藤壺事件」も「女三宮事件」も「浮舟事件」に行き着くための必要から描かれたものであると規定されている。この三谷邦明の「もののまぎれ＝反万世一系論」は広い賛同を得ることは出来なかったものの、『源氏物語』の主題を説明するための特異な論説としてしばしば取り上げられている。